# Florí surinamès

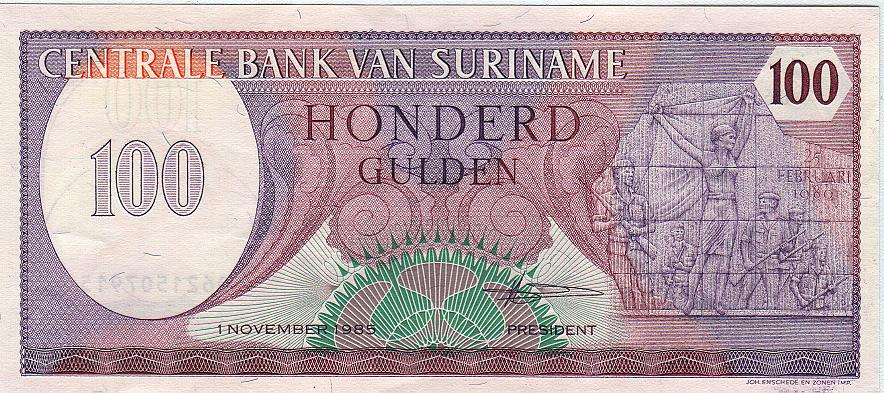
Bitllet de 100 florins de 1985

El florí de Surinam (en neerlandès Surinaamse gulden o, simplement, gulden) va ser la unitat monetària de Surinam fins a l'any 2004. El codi ISO 4217 era SRG, i utilitzava el símbol general del florí, ƒ, o bé l'abreviació fl. Es dividia en 100 cèntims o centen (en singular cent).
Als inicis, el florí de Surinam no era més que la versió local del florí neerlandès. Els primers bitllets emesos pel Banc de Surinam (Surinaamsche Bank) daten de 1901; a partir de 1957 els va emetre el Banc Central de Surinam (Centrale Bank van Suriname). Les primeres monedes que duien el nom de Surinam no van aparèixer fins al 1962.

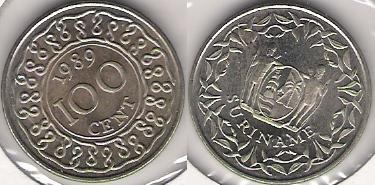
Moneda de 100 cèntims, és a dir un florí, de 1989

El florí fou substituït pel dòlar de Surinam l'1 de gener del 2004 a raó de 1.000 florins per dòlar, després d'una època de forta inflació originada a començament de la dècada de 1990. Per estalviar costos, totes les monedes (amb el valor d'1, 5, 10, 25, 100 i 250 cèntims) foren declarades de valor legal com a cèntims de dòlar, sense necessitat d'haver-ne d'encunyar de noves; així, per exemple, una antiga moneda de 250 cèntims, que valia dos florins i mig, va passar a valer dos dòlars i mig, és a dir mil vegades més. Els bitllets en circulació en aquell moment eren de 5, 10, 25, 100, 500, 1.000, 5.000, 10.000 i 25.000 florins.